# جیمی پوللاک
جیمی پوللاک (انگلیسی: Jamie Pollock؛ زادهٔ ۱۶ فوریهٔ ۱۹۷۴) بازیکن فوتبال اهل بریتانیا است.
از باشگاه‌هایی که در آن بازی کرده‌است می‌توان به باشگاه فوتبال اوساسونا، باشگاه فوتبال میدلزبرو، باشگاه فوتبال منچستر سیتی، باشگاه فوتبال بیرمنگام سیتی، باشگاه فوتبال کریستال پالاس، و باشگاه فوتبال بولتون واندررز اشاره کرد.
وی همچنین در تیم‌های ملی فوتبال زیر ۱۹ سال انگلستان و زیر ۲۱ سال انگلستان بازی کرده‌است.